# Wątek (literatura)
Wątek – ciąg zdarzeń o więzi przyczynowo-skutkowej, skupionych wokół jednej postaci bądź więcej, dotyczących ich wzajemnych relacji. Jest to część składowa fabuły utworu literackiego, filmowego itp. (przy czym sama fabuła może być jedno- lub wielowątkowa).
W utworze może występować wątek główny i poboczne, ale może też być układ kilku równoległych wątków głównych. Pojedynczy wątek może dotyczyć np. miłości, zdrady, rywalizacji, przyjaźni itp. 